# 臺灣澎湖地方法院
臺灣澎湖地方法院，是中華民國的三級法院之一，位於台灣澎湖縣，屬於普通法院，通常又被簡稱為澎湖地方法院或澎湖地院。

## 沿革
澎湖群島在台灣日治時期初期一度有法院之設，惟存在時間不長。
- 1896年，台灣改行民政，總督府於5月1日以律令第一號公布「台灣總督府法院條例」，該年7月15日依該條例曾成立澎湖島地方法院，惟1898年7月19日總督府改正「臺灣總督府法院條例」時，將全台地方法院整併為三座，澎湖群島之司法案件皆歸台南地方法院管轄，當時設有台南地方法院澎湖出張所，惟僅受理不動產登記事項，其餘案件仍歸台南地方法院審理。
- 其後澎湖群島之司法案件又於1933年3月15日後歸台南地方法院高雄支部；1940年12月20日後又歸高雄地方法院所轄，澎湖出張所亦更名為高雄地方法院澎湖出張所。其後至二次大戰後，國府接收台灣時，澎湖群島之司法案件仍歸臺灣高雄地方法院審理。
- 然澎湖群島畢竟孤懸海外，訴訟當事人若欲赴高雄出庭，往返之間，十分不便，是當時政府即於1949年12月26日，設立本院，以茲便民。次年（1950年）開始受理民刑事及非訟事件。
- 本院成立之初原租民房並加以整修成為辦公處所，後因覓得新地，遂於1953年10月16日動工興建新院舍，1954年3月20日落成並遷入辦公，該院舍位於馬公市中華路48號。
- 後復因業務增多，有改建院宇之必要，因此於1975年9月動工重建，次年（1976年）完工。
- 近年來本院院舍因鹽害的關係，壁癌嚴重，每逢下雨則漏水，致又有另建新院區之籌劃，位於馬公市西文里西文澳310號，已於2007年4月進駐使用。

## 歷任院長

### 中華民國時期
| 任次   | 姓名   | 任期                  |
| 院長   | 院長   | 院長                  |
| ------ | ------ | --------------------- |
| 第1任  | 王永興 | 1949.09.14~1952.11.11 |
| 第2任  | 延憲諒 | 1952.11.01~1955.04.26 |
| 第3任  | 沙宗棠 | 1955.04.26~1964.10.22 |
| 第4任  | 劉鴻坤 | 1964.10.19~1967.10.03 |
| 第5任  | 管國維 | 1967.10.02~1970.01.05 |
| 第6任  | 劉鴻儒 | 1970.01.01~1973.03.19 |
| 第7任  | 金淵潔 | 1973.03.19~1976.10.04 |
| 第8任  | 丁道生 | 1976.10.04~1980.03.20 |
| 第9任  | 徐豐乾 | 1980.03.19~1983.12.11 |
| 第10任 | 王玉成 | 1982.12.11~1984.09.18 |
| 第11任 | 王廷懋 | 1984.09.15~1986.12.24 |
| 第12任 | 陳義雄 | 1986.12.29~1988.04.18 |
| 第13任 | 郭仁和 | 1988.04.18~1990.04.10 |
| 第14任 | 李文成 | 1990.04.10~1991.11.28 |
| 第15任 | 沈守敬 | 1991.11.28~1993.03.03 |
| 第16任 | 黃水通 | 1993.03.03~1995.04.29 |
| 第17任 | 林堭儀 | 1995.04.28~1997.12.31 |
| 第18任 | 劉令祺 | 1998.02.19~1999.11.02 |
| 第19任 | 黃梅月 | 1999.11.01~2001.11.05 |
| 第20任 | 王增瑜 | 2001.11.05~2002.08.01 |
| 第21任 | 洪兆隆 | 2002.09.02~2003.12.29 |
| 第22任 | 王聰明 | 2004.02.12~2005.11.01 |
| 第23任 | 洪曉能 | 2005.11.01~2008.09.01 |
| 第24任 | 劉壽嵩 | 2008.09.01~2010.06.28 |
| 第25任 | 何志通 | 2010.06.29~2012.03.30 |
| 第26任 | 黃麟倫 | 2012.03.30~2014.06.09 |
| 第27任 | 張意聰 | 2014.08.29~2017.10.30 |
| 第28任 | 李淑惠 | 2017.10.31~2019.12.17 |
| 第29任 | 張靜琪 | 2019.12.18~2021.12.27 |
| 第30任 | 李昭彥 | 2021.12.27~2023.8.29  |
| 第31任 | 楊國精 | 2023.8.30~至今        |

## 司法轄區
| 庭區       | 管轄區域   | 備註                                                                 |
| ---------- | ---------- | -------------------------------------------------------------------- |
| 馬公簡易庭 | 澎湖縣全縣 | 簡易庭受理第一審民、刑事訴訟簡易事件及違反社會秩序維護法案件之審理。 |

## 組織
- 院長

### 行政部門
- 書記處
  - 民事紀錄科
  - 民事執行紀錄科
  - 文書科
    - 監印
    - 收發室
    - 打字室
    - 檔案室
    - 圖書室
    - 律師閱卷室

  - 研究考核科
  - 總務科
  - 訴訟輔導科
  - 簡易庭紀錄科
  - 法警室
  - 法警助理室
- 人事室
- 政風室
- 會計室
- 統計室
- 資訊室

### 公設辯護
- 公設辯護人室

### 審判部門
- 家事庭
- 行政訴訟庭
- 簡易法庭
- 各類專業法庭
- 少年法庭
- 刑事庭
- 民事庭

### 非訟部門
- 民事執行處
- 登記處
- 提存所
- 調查保護室
- 公證處
- 非訟事件處理中心
- 司法事務官

## 特色
- 本院轄區土地面積僅約127平方公，人口亦僅10萬餘人，是台灣高等法院及其分院轄下面積最小及人口最少的地方法院。

### 引用
1. ↑  歷任院長 （页面存档备份，存于）. 臺灣澎湖地方法院
2. ↑  組織[]. 臺灣澎湖地方法院

## 外部連結
- 澎湖地方法院首頁 （页面存档备份，存于）（中文）（英文）